# Zhu Shujing
Zhu Shujing (* 24. Mai 1985) ist ein ehemaliger chinesischer Leichtathlet, der sich auf den Dreisprung spezialisiert hat.

## Sportliche Laufbahn
Erste internationale Erfahrungen sammelte Zhu Shujing bei den 2004 erstmals ausgetragenen Hallenasienmeisterschaften in Teheran, bei denen er mit einer Weite von 16,57 m die Goldmedaille gewann. Im Juli gewann er dann bei den Juniorenweltmeisterschaften in Grosseto mit 16,64 m die Silbermedaille. Im Jahr darauf gewann er bei den Ostasienspielen in Macau mit 16,38 m die Bronzemedaille hinter dem Südkoreaner Kim Deok-hyeon und Yohei Kajikawa aus Japan. 2006 gelangte er bei den Asienspielen in Doha mit 16,06 m auf den siebten Platz und 2009 gewann er bei den Asienmeisterschaften in Guangzhou mit 16,67 m die Silbermedaille hinter dem Kasachen Roman Walijew. Im Mai 2012 bestritt er seinen letzten offiziellen Wettkampf und beendete daraufhin seine aktive sportliche Karriere im Alter von 27 Jahren.
2005 wurde Zhu chinesischer Meister im Dreisprung.

## Persönliche Bestleistungen
- Dreisprung: 17,41 m (−0,2 m/s), 26. Oktober 2009 in Jinan
  - Dreisprung (Halle): 16,57 m, 8. Februar 2004 in Teheran (U20-Asienrekord)